# Grande Prêmio de Long Beach

Mapa do traçado atual de Long Beach

O Grande Prêmio de Long Beach (em inglês: Grand Prix of Long Beach) é um evento da IndyCar Series realizado num circuito citadino em Long Beach, Califórnia. Foi a principal corrida do calendário da CART/Champ Car de 1996 a 2008, e a etapa de 2008 foi a corrida final da Champ Car antes da unificação formal entre CART e IRL, que deu origem à IndyCar Series.

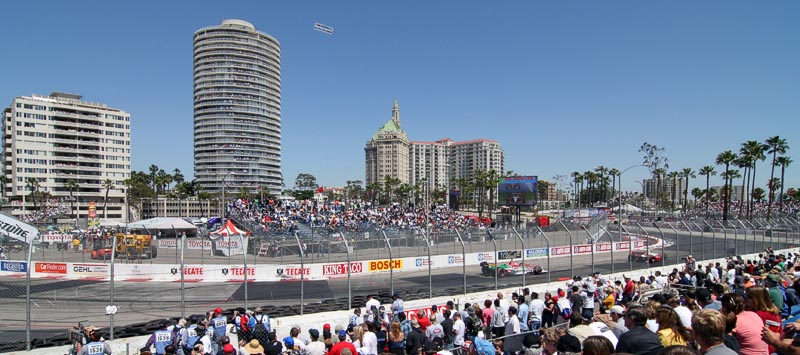
Vista durante o Grande Prêmio de Long Beach de 2005.

A primeira edição foi uma etapa da Fórmula 5000 da USAC em 1975. Recebeu a Fórmula 1 entre os anos de 1976 e 1983 como Grande Prêmio do Oeste dos Estados Unidos, tendo a vitória de Nelson Piquet em 1980. Entre os anos de 1984 e 2007 foi parte da CART/Champ Car, tendo Al Unser Jr. como vencedor por seis vezes, Hélio Castroneves foi o vencedor em 2001. De 2008 para cá é etapa da IndyCar Series.
O circuito também recebeu etapas da Fórmula E em 2015 e 2016 com vitórias de Nelson Piquet Jr. e Lucas di Grassi, além da United SportsCar Championship de 2014 para cá.

## História
O Grande Prêmio de Long Beach foi ideia do promotor Chris Pook, um ex-agente de viagens de Inglaterra. Pook se inspirou no Grande Prêmio de Mônaco e acreditava que um evento semelhante tinha potencial para ter sucesso na área do sul da Califórnia. A cidade de Long Beach foi selecionada, aproximadamente 40 km ao sul do centro de Los Angeles. Um circuito à beira-mar, perto do porto de Long Beach, foi instalado nas ruas da cidade e, apesar de a área na época ser principalmente uma cidade portuária industrial deprimida, o primeiro evento atraiu 30.000 fãs. A corrida inaugural foi realizada em setembro de 1975 como parte da série Fórmula 5000.
Em 1976, foi criado o Grande Prêmio do Oeste dos Estados Unidos, proporcionando duas corridas de Grande Prêmio anualmente nos Estados Unidos por um período. Long Beach tornou-se um evento de Fórmula 1 em 1976 e a corrida foi transferida para março ou abril. Enquanto isso, o Grande Prêmio Leste dos Estados Unidos, em Watkins Glen International, estava passando por um declínio visivelmente constante. Apesar de ganhar a reputação de ser exigente e dura com equipamentos, Long Beach quase imediatamente ganhou destaque devido ao seu clima agradável, cenário pitoresco e proximidade com Los Angeles e a chamativa área de Hollywood. Quando Watkins Glen foi retirado do calendário da Fórmula 1 depois de 1980, a agora estabelecida Long Beach começou a assumir um status ainda mais proeminente.
Apesar das corridas emocionantes e do grande público, o evento não teve sucesso financeiro como evento de Fórmula 1. O promotor estava arriscando um lucro escasso de US$ 100.000 contra um orçamento de US$ 6 a 7 milhões. Temendo que uma corrida fraca pudesse levar o evento à falência, Pook convenceu os líderes da cidade a mudar a corrida para um evento CART começando em 1984. Em pouco tempo, o evento ganhou destaque no circuito IndyCar e foi creditado por desencadear um renascimento na cidade de Long Beach. A corrida foi usada para promover a cidade e, nos anos desde o início da corrida, muitos edifícios delapidados e condenados foram substituídos por arranha-céus e atrações turísticas.
O evento serviu como uma corrida CART/Champ Car de 1984 a 2008, depois se tornou um evento de corrida da IndyCar Series em 2009. A corrida de 2017 foi a 43ª corrida e a 34ª consecutiva como uma corrida da IndyCar, um dos eventos mais longos em execução contínua na história do campeonato americano de corridas de automóveis. Em três ocasiões (1984, 1985 e 1987) a corrida serviu de abertura da temporada da CART. Em sete temporadas distintas (1986, 1988, 1989, 1990, 1992, 1993 e 1994), serviu como a corrida final antes das 500 Milhas de Indianápolis.
Devido à pandemia de COVID-19, a corrida de 2020 foi cancelada como parte da proibição da cidade de Long Beach de eventos com público estimado de mais de 250 pessoas. No ano seguinte, como medida preparatória para os efeitos da pandemia no calendário, a corrida foi transferida da data tradicional de abril para 26 de setembro como final da temporada. Com o surgimento da variante Delta, houve preocupações da IndyCar e dos promotores do evento de que a corrida teria que ser cancelada para 2021 ou realizada com limite de público, mas os promotores e a cidade de Long Beach conseguiram chegar a um acordo sobre medidas de segurança e testes rápidos para permitir que o evento avance com capacidade total.
O Grande Prêmio voltou à data tradicional de abril para a IndyCar Series de 2022.
Em 28 de março de 2024, foi anunciado que o ex-proprietário da ChampCar, Gerald Forsythe, compraria uma participação de 50% no Grande Prêmio de Long Beach do espólio do falecido Kevin Kalkhoven.

## Circuito
O circuito de corrida atual é um percurso citadino temporário de 3,167 km estabelecido nas ruas da cidade ao redor do Centro de Convenções de Long Beach. O centro de convenções também serviu de paddock durante a época da Fórmula 1. O circuito também passa principalmente pela antiga localização da histórica zona de diversões The Pike. A pista é particularmente conhecida pela sua última seção, uma curva fechada seguida por uma reta  longa e ligeiramente curva que percorre toda a extensão da Shoreline Drive. O circuito está situado à beira-mar de Long Beach e é ladeado por palmeiras (especialmente ao longo da frente em direção ao Aquário do Pacífico), criando um percurso pitoresco. Long Beach é classificada como um circuito FIA Grau Dois.
O circuito passou por inúmeras mudanças de layout desde o início da corrida em 1975. Todas as iterações apresentaram uma curva fechada em gancho, reta principal ao longo da Shoreline Drive e reta oposta ao longo do Seaside Way ou Ocean Boulevard. O layout do primeiro Grande Prêmio media 3,25 km e apresentava dois ganchos, um em cada extremidade da reta Shoreline Drive. Nos seus primeiros anos, a linha de partida e a linha de meta localizavam-se em lados diferentes do percurso.
Em 1982, a curva fechada e o final da reta principal (curva 1) foram removidos e substituídos por uma curva à direita de 90 graus, seguida de uma curva à esquerda de 90 graus. Quando a corrida se tornou um evento da série CART, o layout foi alterado significativamente. A curva final foi movida para leste, mais perto da entrada do pit. Outras chicanes e curvas lentas foram removidas. Depois de um pequeno ajuste no layout em 1987, a pista foi encurtada em 1992 pela remoção do circuito da Park Avenue. Isso criou uma reta oposta em Seaside Way mais longa e uma corrida mais rápida para a zona de ultrapassagem.
Em 1999, devido a novas construções na área, o conjunto de curvas da curva um foi removido e substituído pelo novo conjunto de fontes. A curva um agora se tornou uma curva de 90 graus à esquerda, levando a uma rotunda ao redor de uma fonte, e uma série de três curvas de 90 graus. Um ano depois, este segmento foi revisto novamente, para criar uma reta mais longa que leva à Avenida Pine. O layout do curso permanece intacto até hoje.

## Traçados

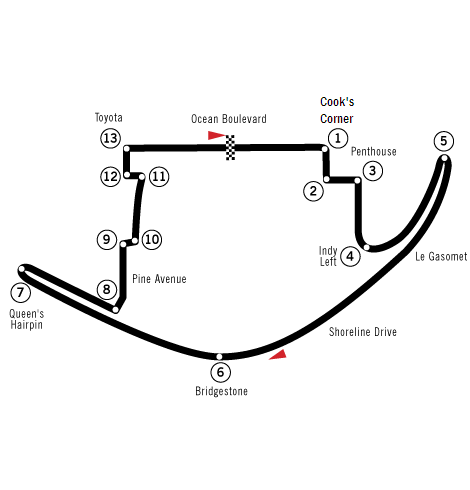
Circuito Grande Prêmio (1975–1977)
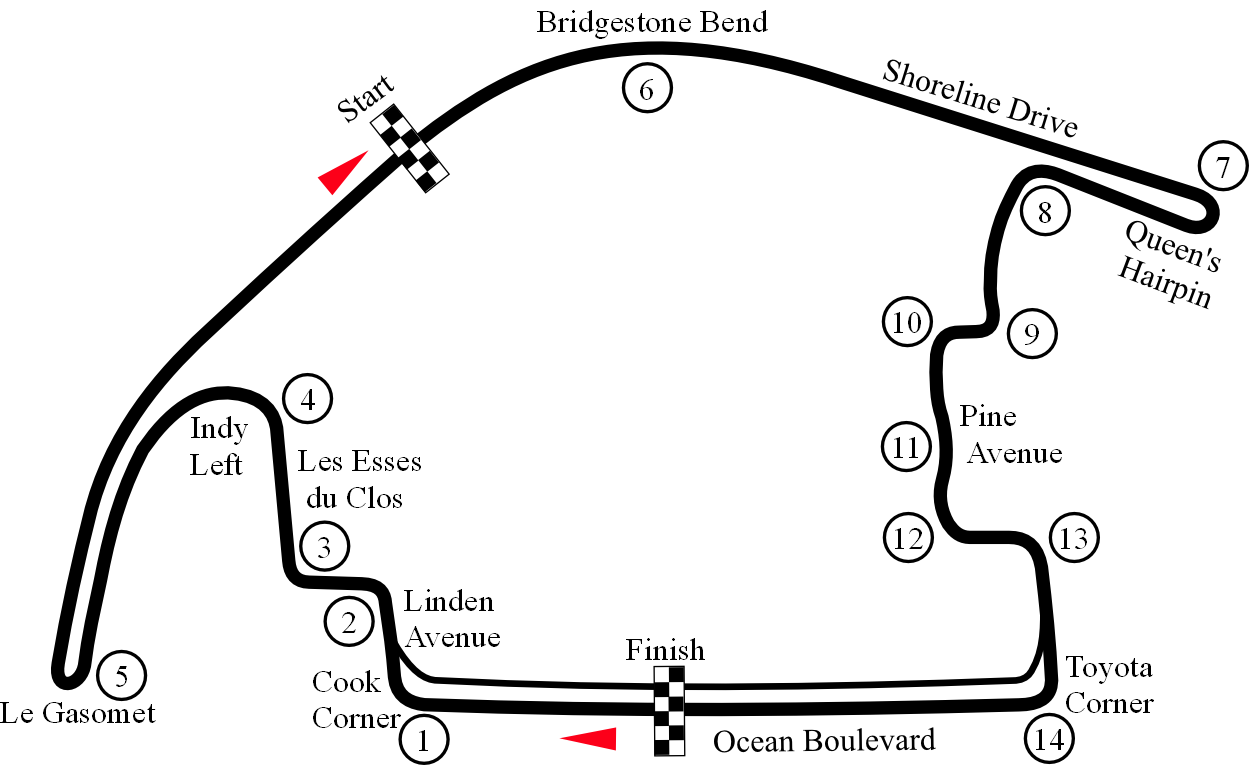
Circuito Grande Prêmio (1978–1981)
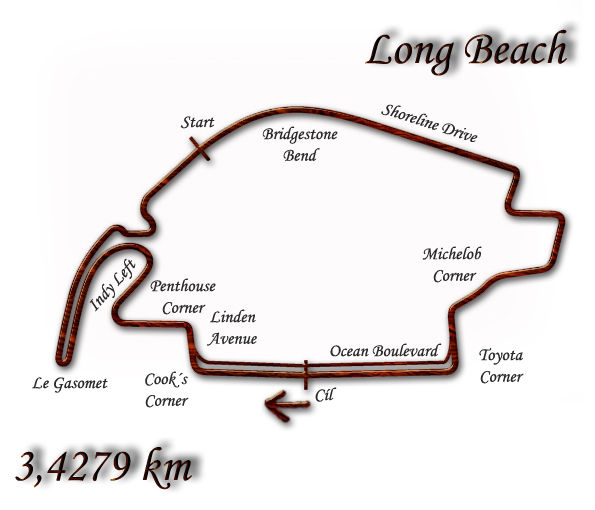
Circuito Grande Prêmio (1982)
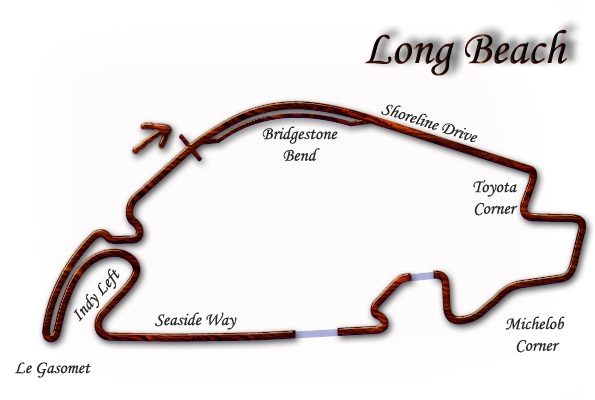
Circuito Grande Prêmio (1983)
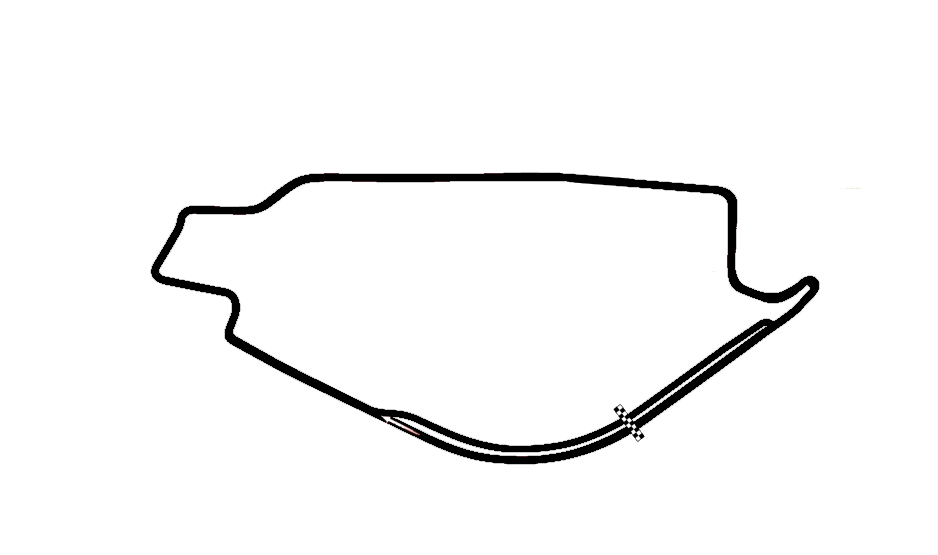
Circuito Grande Prêmio (1992–1998)
Circuito Grande Prêmio (1999)
Circuito Grande Prêmio (2000–atualidade)
Circuito ePrix (2015–2016)

## Eventos

### Fórmula 5000 and Fórmula 1
A corrida inaugural foi realizada como parte da série Fórmula 5000. De 1976 a 1983, o evento foi uma corrida de Fórmula 1, comumente conhecida como Grande Prêmio do Oeste dos Estados Unidos.
A cidade de Long Beach e a Grand Prix Association assinaram um contrato em 2014 para realizar o Grande Prêmio como parte da IndyCar Series até 2018, com extensões opcionais disponíveis até 2020. Em 2016, a Câmara Municipal de Long Beach emitiu uma RFP, abrindo consideração para o retorno do evento a uma corrida de Fórmula 1 já em 2019. Em agosto de 2017, após a conclusão de um estudo e discussões, a mudança para a Fórmula 1 foi rejeitada. O conselho municipal votou por unanimidade para continuar o evento como parte da IndyCar Series.

### Fim de semana dividido 2008 Long Beach/Motegi
Durante as negociações que levaram à unificação da Champ Car World Series e da IRL IndyCar Series em 2008, surgiu um conflito de agendamento entre a corrida da IndyCar realizada em Twin Ring Motegi (19 de abril) e a corrida da Champ Car em Long Beach (20 de abril). Nenhuma das partes conseguiu remarcar o evento.
Foi feito um compromisso para criar um "fim de semana dividido" único de corridas em Motegi e Long Beach. As equipes existentes da Indy Racing League competiriam no Japão, enquanto as ex-equipes da Champ Car correriam em Long Beach. Ambas as corridas renderam pontos iguais para o campeonato da IndyCar Series de 2008. As ex-equipes da Champ Car utilizaram as máquinas Panoz DP01, carros que teriam sido utilizados em 2008 caso a unificação não tivesse ocorrido. O Grande Prêmio de Long Beach de 2008 foi considerado a "corrida final da Champ Car".

### Fórmula E
Uma versão modificada da pista do Grande Prêmio de Long Beach foi usada durante o ePrix de Long Beach do Campeonato de Fórmula E da FIA. A pista tem 2,1 km de comprimento e sete curvas. A entrada para o primeiro evento foi gratuita: “a entrada gratuita proporcionará a todos a oportunidade de comparecer e testemunhar este evento histórico e único”, Jim Michaelian, presidente da Grand Prix Assn. de Long Beach, disse em um comunicado.O ePrix foi realizado mais uma vez em 2016. No entanto, não foi renovado para a terceira temporada da Fórmula E em 2017.

## Vencedores
| Ano            | Piloto                                  | Equipe                                  | Chassi/Motor                            | Resumo                                  |
| Fórmula 5000   | Fórmula 5000                            | Fórmula 5000                            | Fórmula 5000                            | Fórmula 5000                            |
| -------------- | --------------------------------------- | --------------------------------------- | --------------------------------------- | --------------------------------------- |
| 1975           | Brian Redman                            | Boraxo                                  | Lola-Chevrolet                          | Detalhes                                |
| Fórmula 1      |                                         |                                         |                                         |                                         |
| 1976           | Clay Regazzoni                          | Ferrari                                 | Ferrari                                 | Detalhes                                |
| 1977           | Mario Andretti                          | Team Lotus                              | Team Lotus-Ford                         | Detalhes                                |
| 1978           | Carlos Reutemann                        | Ferrari                                 | Ferrari                                 | Detalhes                                |
| 1979           | Gilles Villeneuve                       | Ferrari                                 | Ferrari                                 | Detalhes                                |
| 1980           | Nelson Piquet                           | Brabham                                 | Brabham-Ford                            | Detalhes                                |
| 1981           | Alan Jones                              | Williams                                | Williams-Ford                           | Detalhes                                |
| 1982           | Niki Lauda                              | McLaren                                 | McLaren-Ford                            | Detalhes                                |
| 1983           | John Watson                             | McLaren                                 | McLaren-Ford                            | Detalhes                                |
| CART/Champ Car |                                         |                                         |                                         |                                         |
| 1984           | Mario Andretti                          | Newman Haas                             | Lola-Cosworth                           | Detalhes                                |
| 1985           | Mario Andretti                          | Newman Haas                             | Lola-Cosworth                           | Detalhes                                |
| 1986           | Michael Andretti                        | Kraco                                   | March-Cosworth                          | Detalhes                                |
| 1987           | Mario Andretti                          | Newman Haas                             | Lola-Chevrolet                          | Detalhes                                |
| 1988           | Al Unser Jr                             | Galles                                  | March-Chevrolet                         | Detalhes                                |
| 1989           | Al Unser Jr                             | Galles                                  | Lola-Chevrolet                          | Detalhes                                |
| 1990           | Al Unser Jr                             | Galles                                  | Lola-Chevrolet                          | Detalhes                                |
| 1991           | Al Unser Jr                             | Galles                                  | Lola-Chevrolet                          | Detalhes                                |
| 1992           | Danny Sullivan                          | Galles                                  | Galmer-Chevrolet                        | Detalhes                                |
| 1993           | Paul Tracy                              | Penske                                  | Penske-Chevrolet                        | Detalhes                                |
| 1994           | Al Unser Jr                             | Penske                                  | Penske-Ilmor                            | Detalhes                                |
| 1995           | Al Unser Jr                             | Penske                                  | Penske-Ilmor                            | Detalhes                                |
| 1996           | Jimmy Vasser                            | Ganassi                                 | Reynard-Honda                           | Detalhes                                |
| 1997           | Alessandro Zanardi                      | Ganassi                                 | Reynard-Honda                           | Detalhes                                |
| 1998           | Alessandro Zanardi                      | Ganassi                                 | Reynard-Honda                           | Detalhes                                |
| 1999           | Juan Pablo Montoya                      | Ganassi                                 | Reynard-Honda                           | Detalhes                                |
| 2000           | Paul Tracy                              | Green                                   | Reynard-Honda                           | Detalhes                                |
| 2001           | Helio Castroneves                       | Penske                                  | Reynard-Honda                           | Detalhes                                |
| 2002           | Michael Andretti                        | Green                                   | Reynard-Honda                           | Detalhes                                |
| 2003           | Paul Tracy                              | Forsythe                                | Lola-Ford Cosworth                      | Detalhes                                |
| 2004           | Paul Tracy                              | Forsythe                                | Lola-Cosworth                           | Detalhes                                |
| 2005           | Sébastien Bourdais                      | Newman Haas                             | Lola-Ford Cosworth                      | Detalhes                                |
| 2006           | Sébastien Bourdais                      | Newman Haas                             | Lola-Ford Cosworth                      | Detalhes                                |
| 2007           | Sébastien Bourdais                      | Newman Haas                             | Panoz-Cosworth                          | Detalhes                                |
| IndyCar Series |                                         |                                         |                                         |                                         |
| 2008*          | Will Power                              | KV Racing                               | Panoz-Cosworth                          | Detalhes                                |
| 2009           | Dario Franchitti                        | Ganassi                                 | Dallara-Honda                           | Detalhes                                |
| 2010           | Ryan Hunter-Reay                        | Andretti                                | Dallara-Honda                           | Detalhes                                |
| 2011           | Mike Conway                             | Andretti                                | Dallara-Honda                           | Detalhes                                |
| 2012           | Will Power                              | Penske                                  | Dallara-Chevrolet                       | Detalhes                                |
| 2013           | Takuma Sato                             | A. J. Foyt Enterprises                  | Dallara-Honda                           | Detalhes                                |
| 2014           | Mike Conway                             | Ed Carpenter Racing                     | Dallara-Chevrolet                       | Detalhes                                |
| 2015           | Scott Dixon                             | Ganassi                                 | Dallara-Chevrolet                       | Detalhes                                |
| 2016           | Simon Pagenaud                          | Penske                                  | Dallara-Chevrolet                       | Detalhes                                |
| 2017           | James Hinchcliffe                       | Schimdt Peterson                        | Dallara-Honda                           | Detalhes                                |
| 2018           | Alexander Rossi                         | Andretti                                | Dallara-Honda                           | Detalhes                                |
| 2019           | Alexander Rossi                         | Andretti                                | Dallara-Honda                           |                                         |
| 2020           | Cancelado devido à Pandemia de COVID-19 | Cancelado devido à Pandemia de COVID-19 | Cancelado devido à Pandemia de COVID-19 | Cancelado devido à Pandemia de COVID-19 |
| 2021           | Colton Herta                            | Andretti                                | Dallara-Honda                           |                                         |
| 2022           | Josef Newgarden                         | Penske                                  | Dallara-Chevrolet                       |                                         |
| 2023           | Kyle Kirkwood                           | Andretti                                | Dallara-Honda                           |                                         |
| 2024           | Scott Dixon                             | Ganassi                                 | Dallara-Honda                           |                                         |

Notas:
- 2008: Corrida sancionada pela IndyCar Series, usando carros e regulamentos da Champ Cars e realizada no mesmo dia da Indy Japan 300 devido a conflitos de calendário resultantes da reunificação Champ Car-IRL.
- 2021: Corrida realizada em setembro (e não em abril como habitualmente) devido à pandemia de COVID-19.

### Vitórias por pilotos
| Vitórias | Pilotos            | Edições | Edições | Edições | Edições | Edições | Edições |
| -------- | ------------------ | ------- | ------- | ------- | ------- | ------- | ------- |
| 6        | Al Unser Jr        | 1988    | 1989    | 1990    | 1991    | 1994    | 1995    |
| 4        | Mario Andretti     | 1977    | 1984    | 1985    | 1987    |         |         |
| 4        | Paul Tracy         | 1993    | 2000    | 2003    | 2004    |         |         |
| 3        | Sébastien Bourdais | 2005    | 2006    | 2007    |         |         |         |
| 2        | Alessandro Zanardi | 1997    | 1998    |         |         |         |         |
| 2        | Michael Andretti   | 1986    | 2002    |         |         |         |         |
| 2        | Will Power         | 2008    | 2012    |         |         |         |         |
| 2        | Mike Conway        | 2011    | 2014    |         |         |         |         |
| 2        | Alexander Rossi    | 2018    | 2019    |         |         |         |         |
| 2        | Scott Dixon        | 2015    | 2024    |         |         |         |         |
| 1        | Brian Redman       | 1975    |         |         |         |         |         |
| 1        | Clay Regazzoni     | 1976    |         |         |         |         |         |
| 1        | Carlos Reutemann   | 1978    |         |         |         |         |         |
| 1        | Gilles Villeneuve  | 1979    |         |         |         |         |         |
| 1        | Nelson Piquet      | 1980    |         |         |         |         |         |
| 1        | Alan Jones         | 1981    |         |         |         |         |         |
| 1        | Niki Lauda         | 1982    |         |         |         |         |         |
| 1        | John Watson        | 1983    |         |         |         |         |         |
| 1        | Danny Sullivan     | 1992    |         |         |         |         |         |
| 1        | Jimmy Vasser       | 1996    |         |         |         |         |         |
| 1        | Juan Pablo Montoya | 1999    |         |         |         |         |         |
| 1        | Helio Castroneves  | 2001    |         |         |         |         |         |
| 1        | Dario Franchitti   | 2009    |         |         |         |         |         |
| 1        | Ryan Hunter-Reay   | 2010    |         |         |         |         |         |
| 1        | Takuma Sato        | 2013    |         |         |         |         |         |
| 1        | Simon Pagenaud     | 2016    |         |         |         |         |         |
| 1        | James Hinchcliffe  | 2017    |         |         |         |         |         |
| 1        | Colton Herta       | 2021    |         |         |         |         |         |
| 1        | Josef Newgarden    | 2022    |         |         |         |         |         |
| 1        | Kyle Kirkwood      | 2023    |         |         |         |         |         |

### Vitória por equipes
| Vitórias | Equipes                      | Edições | Edições | Edições | Edições | Edições | Edições | Edições |  |
| -------- | ---------------------------- | ------- | ------- | ------- | ------- | ------- | ------- | ------- |  |
| 7        | Penske                       | 1993    | 1994    | 1995    | 2001    | 2012    | 2016    | 2022    |  |
| 7        | Ganassi                      | 1996    | 1997    | 1998    | 1999    | 2009    | 2015    | 2024    |  |
| 6        | Newman Haas                  | 1984    | 1985    | 1997    | 2005    | 2006    | 2007    |         |  |
| 6        | Andretti Autosport           | 2010    | 2011    | 2018    | 2019    | 2021    | 2023    |         |  |
| 5        | Galles                       | 1988    | 1989    | 1990    | 1991    | 1992    |         |         |  |
| 3        | Ferrari                      | 1976    | 1978    | 1979    |         |         |         |         |  |
| 2        | McLaren                      | 1982    | 1983    |         |         |         |         |         |  |
| 2        | Team Green                   | 2000    | 2002    |         |         |         |         |         |  |
| 2        | Forsythe                     | 2003    | 2004    |         |         |         |         |         |  |
| 1        | Boraxo                       | 1975    |         |         |         |         |         |         |  |
| 1        | Team Lotus                   | 1977    |         |         |         |         |         |         |  |
| 1        | Brabham                      | 1980    |         |         |         |         |         |         |  |
| 1        | Williams                     | 1981    |         |         |         |         |         |         |  |
| 1        | Kraco                        | 1986    |         |         |         |         |         |         |  |
| 1        | KV Racing                    | 2008    |         |         |         |         |         |         |  |
| 1        | A. J. Foyt                   | 2013    |         |         |         |         |         |         |  |
| 1        | Ed Carpenter Racing          | 2014    |         |         |         |         |         |         |  |
| 1        | Schimdt Peterson Motorsports | 2017    |         |         |         |         |         |         |  |

## Outras corridas

### Road to Indy
| Atlantic Championship | Atlantic Championship | Atlantic Championship |               |
| Época                 | Piloto                |                       |               |
| --------------------- | --------------------- | --------------------- | ------------- |
| 1978                  | Howdy Holmes          |                       |               |
| 1979                  | Tom Gloy              |                       |               |
| 1980                  | Tom Gloy              |                       |               |
| 1981                  | Geoff Brabham         |                       |               |
| 1982                  | Geoff Brabham         |                       |               |
| 1983 – 1988           | Não disputado         | Não disputado         | Não disputado |
| 1989                  | Hiro Matsushita       |                       |               |
| 1990                  | Mark Dismore          |                       |               |
| 1991                  | Jimmy Vasser          |                       |               |
| 1992                  | Mark Dismore          |                       |               |
| 1993                  | Claude Bourbonnais    |                       |               |
| 1994                  | Richie Hearn          |                       |               |
| 1995                  | David Empringham      |                       |               |
| 1996                  | Case Montgomery       |                       |               |
| 1997                  | Alex Tagliani         |                       |               |
| 1998                  | Memo Gidley           |                       |               |
| 1999                  | Alex Tagliani         |                       |               |
| 2000                  | Buddy Rice            |                       |               |
| 2001                  | David Rutledge        |                       |               |
| 2002                  | Michael Valiante      |                       |               |
| 2003                  | A. J. Allmendinger    |                       |               |
| 2004                  | Ryan Dalziel          |                       |               |
| 2005                  | Katherine Legge       |                       |               |
| 2006                  | Andreas Wirth         |                       |               |
| 2007                  | Raphael Matos         |                       |               |
| 2008                  | Simona de Silvestro   |                       |               |

| Indy Lights | Indy Lights        | Indy Lights   |               |
| Época       | Piloto             |               |               |
| ----------- | ------------------ | ------------- | ------------- |
| 1989        | Tommy Byrne        |               |               |
| 1990        | Paul Tracy         |               |               |
| 1991        | Éric Bachelart     |               |               |
| 1992        | Franck Fréon       |               |               |
| 1993        | Steve Robertson    |               |               |
| 1994        | Steve Robertson    |               |               |
| 1995        | Greg Moore         |               |               |
| 1996        | David Empringham   |               |               |
| 1997        | Hélio Castroneves  |               |               |
| 1998        | Cristiano da Matta |               |               |
| 1999        | Philipp Peter      |               |               |
| 2000        | Scott Dixon        |               |               |
| 2001        | Townsend Bell      |               |               |
| 2002 – 2008 | Não disputado      | Não disputado | Não disputado |
| 2009        | J. R. Hildebrand   |               |               |
| 2010        | James Hinchcliffe  |               |               |
| 2011        | Conor Daly         |               |               |
| 2012        | Esteban Guerrieri  |               |               |
| 2013        | Carlos Muñoz       |               |               |
| 2014        | Gabby Chaves       |               |               |
| 2015        | Ed Jones           |               |               |

### Rolex Sports Car Series
| Ano  | Pilotos                | Carro             |
| ---- | ---------------------- | ----------------- |
| 2006 | Scott Pruett Luis Díaz | Riley Mk XX–Lexus |

### American Le Mans Series
| Year | LMP1                                           | LMP2                                         | LMP2                                                    | GT1                                                    | GT2                                                | Relatório |
| ---- | ---------------------------------------------- | -------------------------------------------- | ------------------------------------------------------- | ------------------------------------------------------ | -------------------------------------------------- | --------- |
| 2007 | Rinaldo Capello Allan McNish Audi R10 TDI      | Romain Dumas Timo Bernhard Porsche RS Spyder | Romain Dumas Timo Bernhard Porsche RS Spyder            | Oliver Gavin Olivier Beretta Chevrolet Corvette C6.R   | Mika Salo Jaime Melo Ferrari F430GT                | Report    |
| 2008 | Marco Werner Lucas Luhr Audi R10 TDI           | Scott Sharp David Brabham Acura ARX-01b      | Scott Sharp David Brabham Acura ARX-01b                 | Johnny O'Connell Jan Magnussen Chevrolet Corvette C6.R | Dominik Farnbacher Dirk Müller Ferrari F430GT      | Report    |
| 2009 | Gil de Ferran Simon Pagenaud Acura ARX-02a     | Adrián Fernández Luis Díaz Acura ARX-01b     | Adrián Fernández Luis Díaz Acura ARX-01b                | Oliver Gavin Olivier Beretta Chevrolet Corvette C6.R   | Patrick Long Jörg Bergmeister Porsche 911 GT3-RSR  | Report    |
|      | LMP                                            | LMP                                          | LMPC                                                    | GT                                                     | GTC                                                |           |
| 2010 | David Brabham Simon Pagenaud HPD ARX-01c       | David Brabham Simon Pagenaud HPD ARX-01c     | Elton Julian Gunnar Jeannette Oreca FLM09/Chevrolet     | Patrick Long Jörg Bergmeister Porsche 911 GT3-RSR      | Juan González Butch Leitzinger Porsche 997 GT3 Cup | Report    |
|      | LMP1                                           | LMP2                                         | LMPC                                                    | GT                                                     | GTC                                                |           |
| 2011 | Klaus Graf Lucas Luhr Lola-Aston Martin B09/60 | Scott Tucker Christophe Bouchut HPD ARX-03b  | Gunnar Jeannette Ricardo González Oreca FLM09/Chevrolet | Dirk Müller Joey Hand BMW M3                           | Tim Pappas Jeroen Bleekemolen Porsche 997 GT3 Cup  | Report    |
| 2012 | Klaus Graf Lucas Luhr HPD ARX-03a              | Scott Tucker Christophe Bouchut HPD ARX-03b  | Alex Popow Ryan Dalziel Oreca FLM09/Chevrolet           | Oliver Gavin Tommy Milner Chevrolet Corvette C6 ZR1    | Peter LeSaffre Damien Faulkner Porsche 997 GT3 Cup | Report    |
| 2013 | Klaus Graf Lucas Luhr HPD ARX-03a              | Scott Sharp Guy Cosmo HPD ARX-03b            | Jon Bennett Colin Braun Oreca FLM09/Chevrolet           | Bill Auberlen Maxime Martin BMW Z4 GTE                 | Sean Edwards Henrique Cisneros Porsche 997 GT3 Cup | Report    |

### IMSA SportsCar Championship
| Year | Prototype                                                   | Prototype                                                   | Prototype                                                   | Prototype                                                   | Prototype                                                   | GT Le Mans                                           | GT Le Mans                                           | GT Daytona                                             | GT Daytona                                             | Report                                  |                                         |
| ---- | ----------------------------------------------------------- | ----------------------------------------------------------- | ----------------------------------------------------------- | ----------------------------------------------------------- | ----------------------------------------------------------- | ---------------------------------------------------- | ---------------------------------------------------- | ------------------------------------------------------ | ------------------------------------------------------ | --------------------------------------- | --------------------------------------- |
| 2014 | Scott Pruett Memo Rojas Riley DP/Ford                       | Scott Pruett Memo Rojas Riley DP/Ford                       | Scott Pruett Memo Rojas Riley DP/Ford                       | Scott Pruett Memo Rojas Riley DP/Ford                       | Scott Pruett Memo Rojas Riley DP/Ford                       | Antonio García Jan Magnussen Chevrolet Corvette C7.R | Antonio García Jan Magnussen Chevrolet Corvette C7.R | não participaram                                       | não participaram                                       | Report                                  |                                         |
| 2015 | Ricky Taylor Jordan Taylor Corvette DP/Chevrolet            | Ricky Taylor Jordan Taylor Corvette DP/Chevrolet            | Ricky Taylor Jordan Taylor Corvette DP/Chevrolet            | Ricky Taylor Jordan Taylor Corvette DP/Chevrolet            | Ricky Taylor Jordan Taylor Corvette DP/Chevrolet            | Dirk Werner Bill Auberlen BMW Z4 GTE                 | Dirk Werner Bill Auberlen BMW Z4 GTE                 | não participaram                                       | não participaram                                       |                                         |                                         |
| 2016 | Ricky Taylor Jordan Taylor Corvette DP/Chevrolet            | Ricky Taylor Jordan Taylor Corvette DP/Chevrolet            | Ricky Taylor Jordan Taylor Corvette DP/Chevrolet            | Ricky Taylor Jordan Taylor Corvette DP/Chevrolet            | Ricky Taylor Jordan Taylor Corvette DP/Chevrolet            | Patrick Pilet Nick Tandy Porsche 911 RSR             | Patrick Pilet Nick Tandy Porsche 911 RSR             | não participaram                                       | não participaram                                       |                                         |                                         |
| 2017 | Ricky Taylor Jordan Taylor Cadillac DPi-V.R                 | Ricky Taylor Jordan Taylor Cadillac DPi-V.R                 | Ricky Taylor Jordan Taylor Cadillac DPi-V.R                 | Ricky Taylor Jordan Taylor Cadillac DPi-V.R                 | Ricky Taylor Jordan Taylor Cadillac DPi-V.R                 | Oliver Gavin Tommy Milner Chevrolet Corvette C7.R    | Oliver Gavin Tommy Milner Chevrolet Corvette C7.R    | Gunnar Jeannette Cooper MacNeil Mercedes-AMG GT3       | Gunnar Jeannette Cooper MacNeil Mercedes-AMG GT3       | [ 18 ]                                  |                                         |
| 2018 | João Barbosa Filipe Albuquerque Cadillac DPi-V.R            | João Barbosa Filipe Albuquerque Cadillac DPi-V.R            | João Barbosa Filipe Albuquerque Cadillac DPi-V.R            | João Barbosa Filipe Albuquerque Cadillac DPi-V.R            | João Barbosa Filipe Albuquerque Cadillac DPi-V.R            | Oliver Gavin Tommy Milner Chevrolet Corvette C7.R    | Oliver Gavin Tommy Milner Chevrolet Corvette C7.R    | não participaram                                       | não participaram                                       | [ 19 ]                                  |                                         |
| 2019 | Filipe Albuquerque João Barbosa Cadillac DPi-V.R            | Filipe Albuquerque João Barbosa Cadillac DPi-V.R            | Filipe Albuquerque João Barbosa Cadillac DPi-V.R            | Filipe Albuquerque João Barbosa Cadillac DPi-V.R            | Filipe Albuquerque João Barbosa Cadillac DPi-V.R            | Earl Bamber Laurens Vanthoor Porsche 911 RSR         | Earl Bamber Laurens Vanthoor Porsche 911 RSR         | não participaram                                       | não participaram                                       | [ 20 ]                                  |                                         |
| 2020 | Cancelado devido à pandemia de COVID-19                     | Cancelado devido à pandemia de COVID-19                     | Cancelado devido à pandemia de COVID-19                     | Cancelado devido à pandemia de COVID-19                     | Cancelado devido à pandemia de COVID-19                     | Cancelado devido à pandemia de COVID-19              | Cancelado devido à pandemia de COVID-19              | Cancelado devido à pandemia de COVID-19                | Cancelado devido à pandemia de COVID-19                | Cancelado devido à pandemia de COVID-19 | Cancelado devido à pandemia de COVID-19 |
| 2021 | Pipo Derani Felipe Nasr Cadillac DPi-V.R                    | Pipo Derani Felipe Nasr Cadillac DPi-V.R                    | Pipo Derani Felipe Nasr Cadillac DPi-V.R                    | Pipo Derani Felipe Nasr Cadillac DPi-V.R                    | Pipo Derani Felipe Nasr Cadillac DPi-V.R                    | Tommy Milner Nick Tandy Chevrolet Corvette C8.R      | Tommy Milner Nick Tandy Chevrolet Corvette C8.R      | Bryan Sellers Madison Snow Lamborghini Huracán GT3 Evo | Bryan Sellers Madison Snow Lamborghini Huracán GT3 Evo | [ 21 ]                                  |                                         |
| Ano  | Prototype                                                   | Prototype                                                   | Prototype                                                   | Prototype                                                   | Prototype                                                   | GTD Pro                                              | GTD Pro                                              | GT Daytona                                             | GT Daytona                                             | Relatório                               |                                         |
| 2022 | Sébastien Bourdais Renger van der Zande Cadillac DPi-V.R    | Sébastien Bourdais Renger van der Zande Cadillac DPi-V.R    | Sébastien Bourdais Renger van der Zande Cadillac DPi-V.R    | Sébastien Bourdais Renger van der Zande Cadillac DPi-V.R    | Sébastien Bourdais Renger van der Zande Cadillac DPi-V.R    | Ross Gunn Alex Riberas Aston Martin Vantage AMR GT3  | Ross Gunn Alex Riberas Aston Martin Vantage AMR GT3  | Madison Snow Bryan Sellers BMW M4 GT3                  | Madison Snow Bryan Sellers BMW M4 GT3                  | report                                  |                                         |
| Ano  | GTP (Prototype)                                             | GTP (Prototype)                                             | GTP (Prototype)                                             | GTP (Prototype)                                             | GTP (Prototype)                                             | GTD Pro                                              | GTD Pro                                              | GT Daytona                                             | GT Daytona                                             | Relatório                               |                                         |
| 2023 | Mathieu Jaminet Nick Tandy Porsche 963                      | Mathieu Jaminet Nick Tandy Porsche 963                      | Mathieu Jaminet Nick Tandy Porsche 963                      | Mathieu Jaminet Nick Tandy Porsche 963                      | Mathieu Jaminet Nick Tandy Porsche 963                      | Ben Barnicoat Jack Hawksworth Lexus RC F GT3         | Ben Barnicoat Jack Hawksworth Lexus RC F GT3         | Bryan Sellers Madison Snow BMW M4 GT3                  | Bryan Sellers Madison Snow BMW M4 GT3                  | report                                  |                                         |
| 2024 | Sébastien Bourdais Renger van der Zande Cadillac V-Series.R | Sébastien Bourdais Renger van der Zande Cadillac V-Series.R | Sébastien Bourdais Renger van der Zande Cadillac V-Series.R | Sébastien Bourdais Renger van der Zande Cadillac V-Series.R | Sébastien Bourdais Renger van der Zande Cadillac V-Series.R | não participaram                                     | não participaram                                     | Ben Barnicoat Parker Thompson Lexus RC F GT3           | Ben Barnicoat Parker Thompson Lexus RC F GT3           |                                         |                                         |

- Vencedores à geral a negrito

## Recordes de volta
Em abril de 2023, os recordes oficiais de volta mais rápida do Grande Prêmio de Long Beach são os seguintes:
| Categoria                                | Tempo                                   | Piloto                                  | Carro                                   | Data                                                    |
| Circuito GP: 3.167 km (2000–atualidade)  | Circuito GP: 3.167 km (2000–atualidade) | Circuito GP: 3.167 km (2000–atualidade) | Circuito GP: 3.167 km (2000–atualidade) | Circuito GP: 3.167 km (2000–atualidade)                 |
| ---------------------------------------- | --------------------------------------- | --------------------------------------- | --------------------------------------- | ------------------------------------------------------- |
| IndyCar                                  | 1:07.2359                               | Álex Palou                              | Dallara DW12                            | 2022 Acura Grand Prix of Long Beach                     |
| Champ Car                                | 1:07.931                                | Sébastien Bourdais                      | Lola B02/00                             | 2006 Toyota Grand Prix of Long Beach                    |
| CART                                     | 1:08.981                                | Bruno Junqueira                         | Lola B02/00                             | 2002 Toyota Grand Prix of Long Beach                    |
| DPi                                      | 1:10.317                                | Sébastien Bourdais                      | Cadillac DPi-V.R                        | 2022 Grand Prix of Long Beach                           |
| LMDh                                     | 1:11.503                                | Connor De Phillippi                     | BMW M Hybrid V8                         | 2023 Grand Prix of Long Beach                           |
| LMP2                                     | 1:12.383                                | Patrick Long                            | Porsche RS Spyder EVO                   | 2008 American Le Mans Series at Long Beach              |
| LMP1                                     | 1:12.599                                | Marco Werner                            | Audi R10 TDI                            | 2008 American Le Mans Series at Long Beach              |
| Indy Lights                              | 1:12.900                                | Félix Serrallés                         | Dallara IL-15                           | 2015 Long Beach 100                                     |
| DP                                       | 1:15.279                                | Dane Cameron                            | Corvette Daytona Prototype              | 2016 BUBBA Burger Sports Car Grand Prix                 |
| Formula Atlantic                         | 1:16.058                                | Richard Philippe                        | Swift 016.a                             | 2006 Long Beach Formula Atlantic round                  |
| LM GTE                                   | 1:17.215                                | Oliver Gavin                            | Chevrolet Corvette C7.R                 | 2019 BUBBA Burger Sports Car Grand Prix                 |
| LMPC                                     | 1:17.244                                | Kyle Marcelli                           | Oreca FLM09                             | 2016 BUBBA Burger Sports Car Grand Prix                 |
| GT1 (GTS)                                | 1:17.415                                | Oliver Gavin                            | Chevrolet Corvette C6.R                 | 2008 American Le Mans Series at Long Beach              |
| GT3                                      | 1:18.617                                | Raffaele Marciello                      | Mercedes-AMG GT3 Evo                    | 2022 Grand Prix of Long Beach                           |
| GT                                       | 1:19.511                                | Oliver Gavin                            | Chevrolet Corvette C6.R                 | 2013 American Le Mans Series at Long Beach              |
| Global Time Attack                       | 1:19.571                                | Feras Qartoumy                          | Corvette Z06                            | 2021 Acura Grand Prix of Long Beach                     |
| Porsche Carrera Cup                      | 1:19.660                                | Kay van Berlo                           | Porsche 911 (992) GT3 Cup               | 2022 Long Beach Porsche Carrera Cup North America round |
| Trans-Am                                 | 1:22.030                                | Paul Gentilozzi                         | Jaguar XKR                              | 2003 Long Beach Trans-Am round                          |
| IMSA GTO                                 | 1:24.448                                | Craig Bennett                           | Nissan 300ZX Turbo                      | 2019 Historic IMSA GTO/Trans-Am Invitational            |
| GT4                                      | 1:26.722                                | Spencer Pumpelly                        | Porsche 718 Cayman GT4 Clubsport        | 2019 Long Beach GT4 America round                       |
| Stadium Super Trucks                     | 1:44.939                                | Matthew Brabham                         | Stadium Super Truck                     | 2019 Long Beach SST round                               |
| Circuito Fórmula E: 2.131 km (2015–2016) |                                         |                                         |                                         |                                                         |
| Formula E                                | 0:57.938                                | Sébastien Buemi                         | Renault Z.E 15                          | 2016 Long Beach ePrix                                   |
| Circuito GP: 2.935 km (1999)             |                                         |                                         |                                         |                                                         |
| CART                                     | 1:02.779                                | Juan Pablo Montoya                      | Reynard 99I                             | 1999 Toyota Grand Prix of Long Beach                    |
| Indy Lights                              | 1:08.623                                | Felipe Giaffone                         | Lola T97/20                             | 1999 Long Beach Indy Lights round                       |
| Circuito GP: 2.552 km (1992–1998)        |                                         |                                         |                                         |                                                         |
| CART                                     | 51.333                                  | Bobby Rahal                             | Reynard 98I                             | 1998 Toyota Grand Prix of Long Beach                    |
| Indy Lights                              | 57.190                                  | Cristiano da Matta                      | Lola T97/20                             | 1997 Long Beach Indy Lights round                       |
| Superturismo                             | 1:06.731                                | Neil Crompton                           | Honda Accord                            | 1997 Long Beach NATCC round                             |
| IMSA Supercar                            | 1:10.248                                | Randy Pobst                             | BMW M5                                  | 1995 Long Beach IMSA Supercar round                     |
| Circuito GP: 2.687 km (1984–1991)        |                                         |                                         |                                         |                                                         |
| CART                                     | 1:08.5563                               | Mario Andretti                          | Lola T900                               | 1985 Long Beach Grand Prix                              |
| Formula Super Vee                        | 1:14.083                                | Steve Bren                              | Ralt RT5                                | 1986 Long Beach SCCA Formula Super Vee round            |
| IMSA GTO                                 | 1:15.172                                | Pete Halsmer                            | Mazda RX-7                              | 1991 IMSA Grand Prix of Long Beach                      |
| Trans-Am                                 | 1:17.772                                | Scott Pruett                            | Merkur XR4Ti                            | 1988 Long Beach Trans-Am round                          |
| IMSA GTU                                 | 1:20.478                                | Stu Hayner                              | Dodge Daytona                           | 1990 IMSA Grand Prix of Long Beach                      |
| IMSA AAC                                 | 1:23.020                                | J. D. Smith                             | Chevrolet Camaro                        | 1991 IMSA Grand Prix of Long Beach                      |
| Circuito GP: 3.275 km (1983)             |                                         |                                         |                                         |                                                         |
| Fórmula 1                                | 1:28.330                                | Niki Lauda                              | McLaren MP4/1C                          | 1983 United States Grand Prix West                      |
| Circuito GP: 3.428 km (1982)             |                                         |                                         |                                         |                                                         |
| Fórmula 1                                | 1:30.831                                | Niki Lauda                              | McLaren MP4B                            | 1982 United States Grand Prix West                      |
| Formula Atlantic                         | 1:37.621                                | Geoff Brabham                           | Ralt RT4                                | 1982 Long Beach Formula Atlantic round                  |
| Circuito GP: 3.251 km (1975–1981)        |                                         |                                         |                                         |                                                         |
| Fórmula 1                                | 1:19.830                                | Nelson Piquet                           | Brabham BT49                            | 1980 United States Grand Prix West                      |
| Fórmula 5000                             | 1:19.905                                | Tony Brise                              | Lola T332                               | 1975 Long Beach Grand Prix                              |
| Formula Atlantic                         | 1:27.232                                | Geoff Brabham                           | Ralt RT4                                | 1981 Long Beach Formula Atlantic round                  |

## Galeria

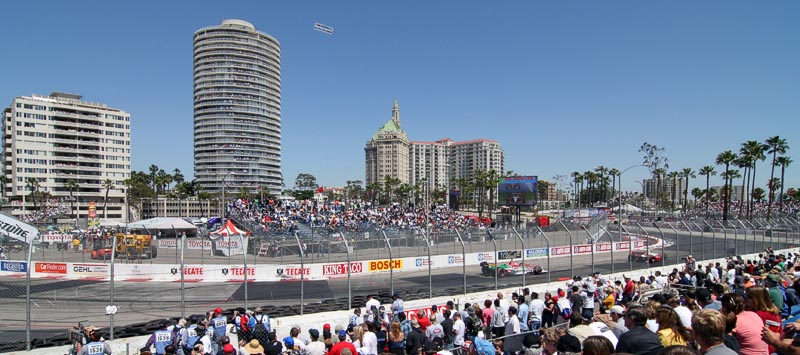
Grande Prémio de Long Beach de 2005 mostrando a curva 10 e a panorâmica de Long Beach incluindo a Villa Riviera.